# Holigarna grahamii
Holigarna grahamii là một loài thực vật có hoa trong họ Đào lộn hột. Loài này được (Wight) Kurz mô tả khoa học đầu tiên năm 1872.

## Hình ảnh

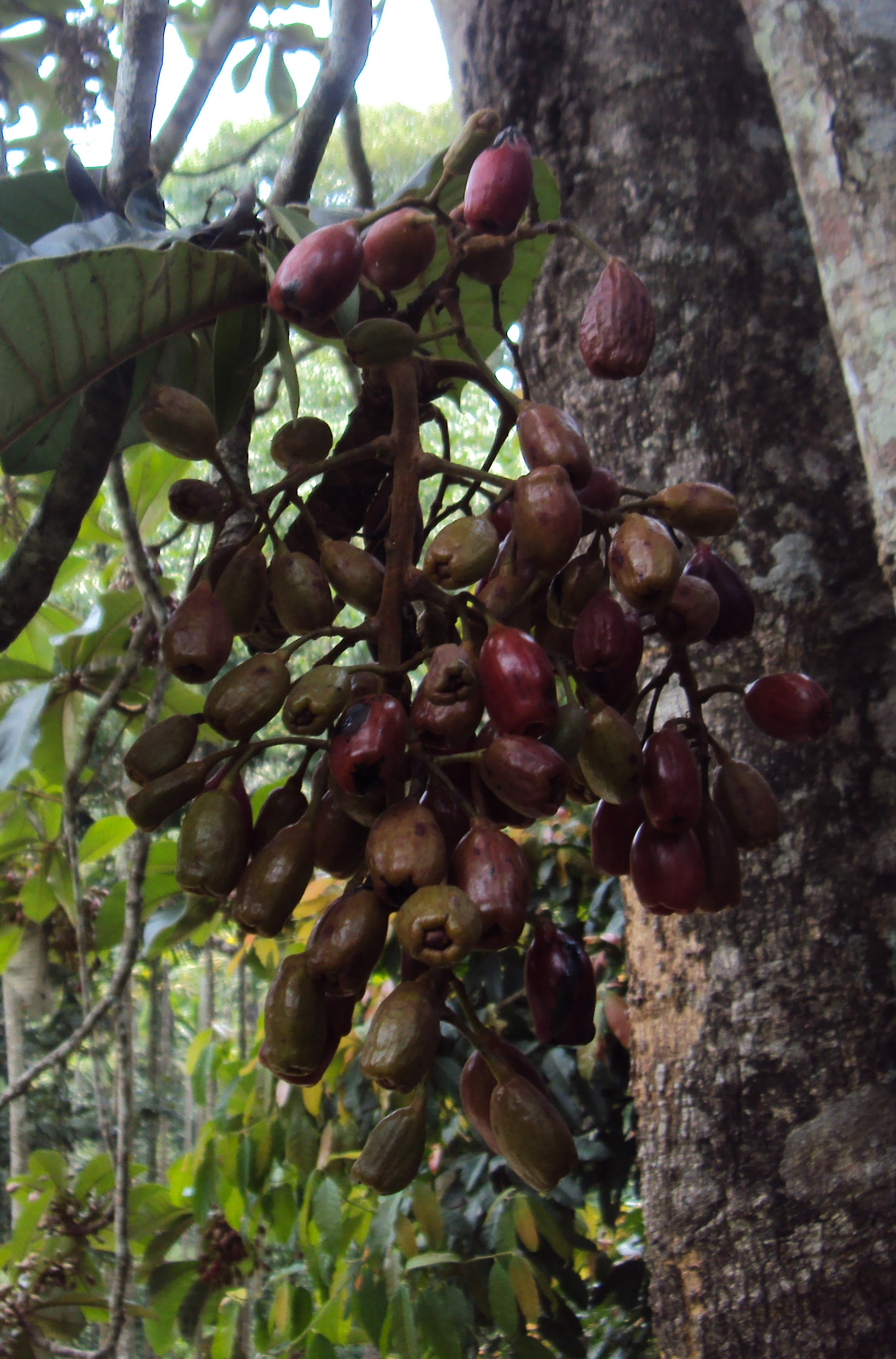
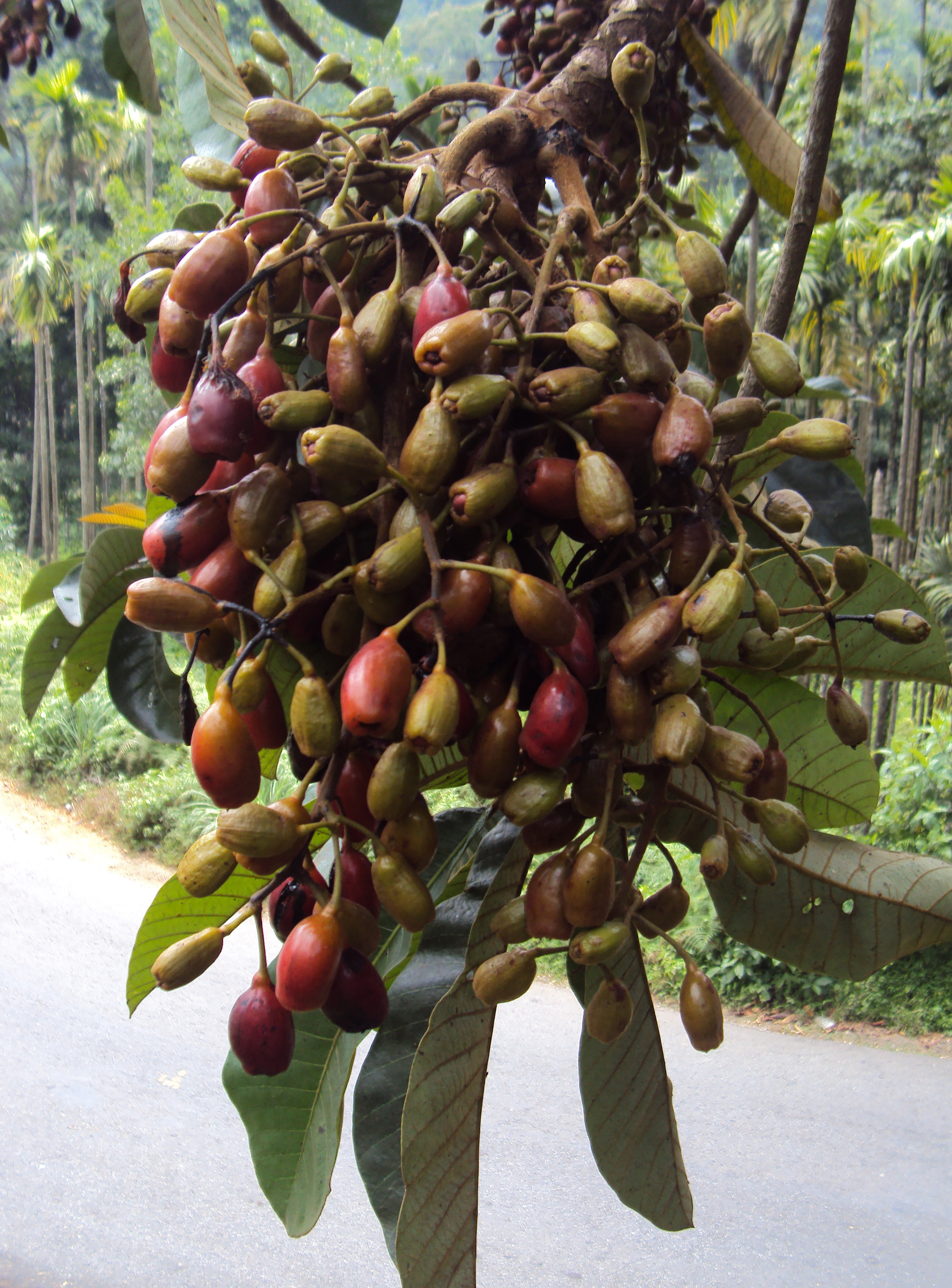
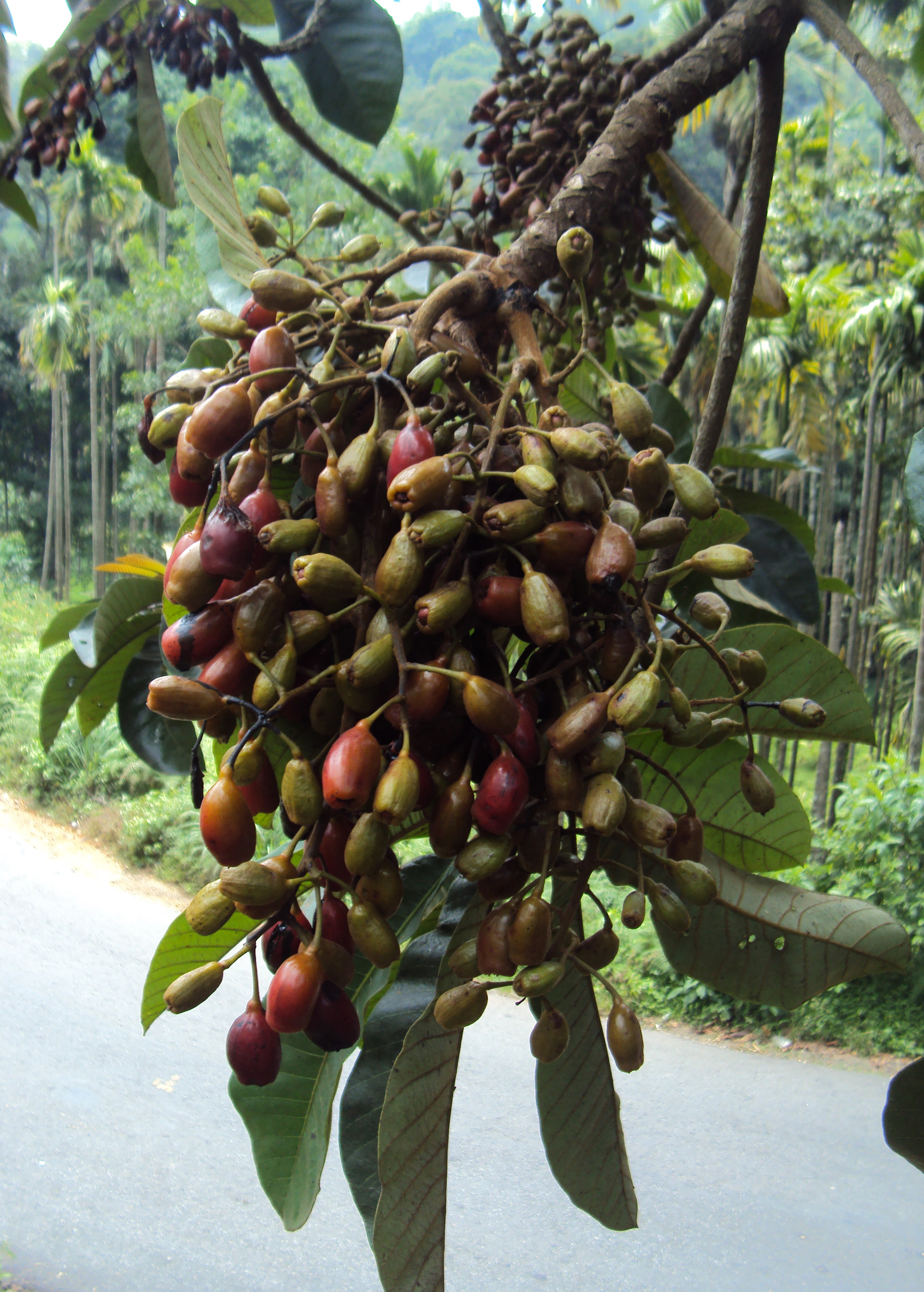
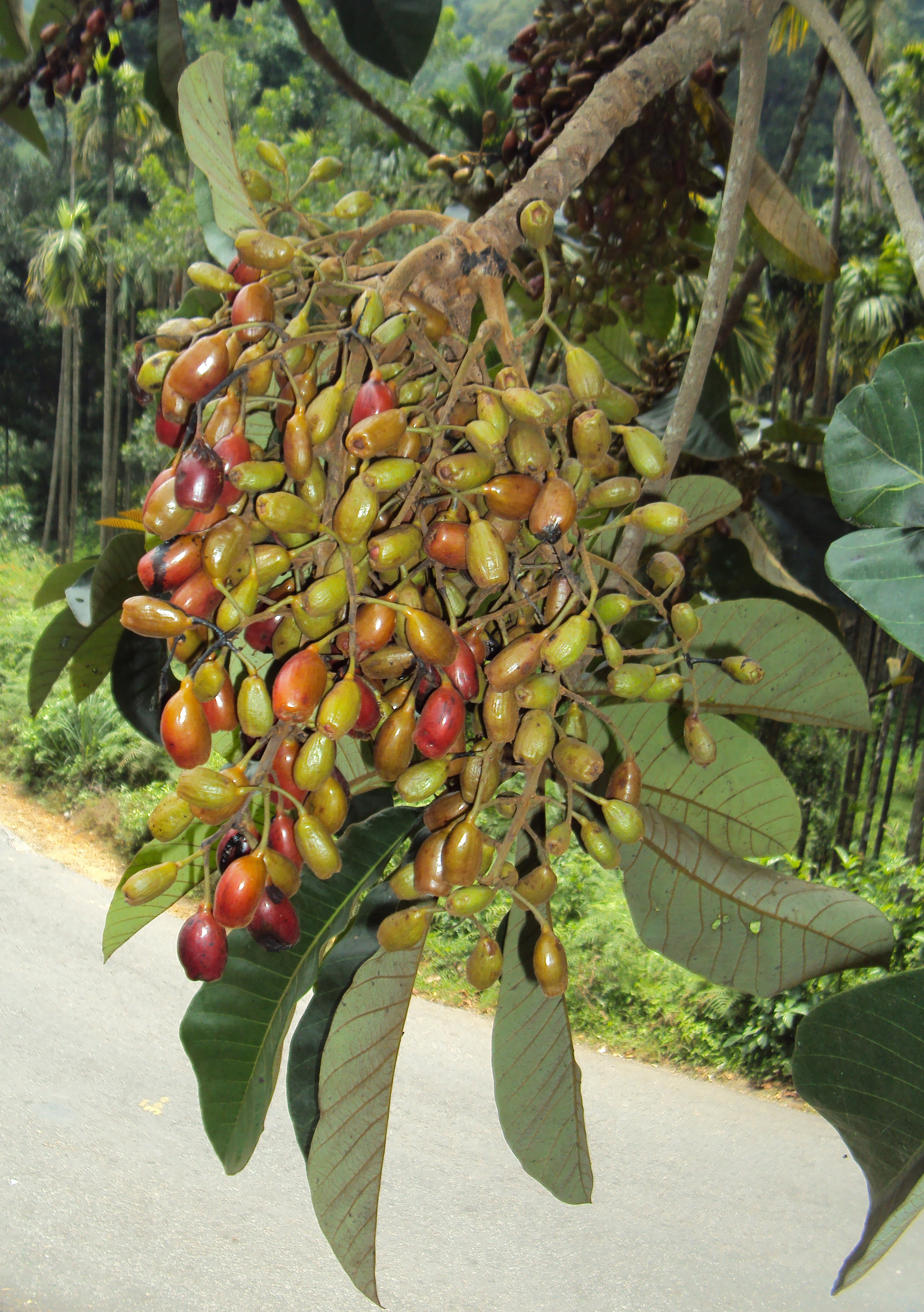